# 秀河憲伸
秀河 憲伸（ひでかわ けんしん）は、日本の漫画家。2009年冬にアフタヌーン四季賞で自身の作品が佳作に選ばれた。2010年秋に『ONE HAND SHOOT』で同じくアフタヌーン四季賞で「四季賞」を受賞。2011年に『月刊アフタヌーン』（講談社）で連載開始した『今日のユイコさん』でデビュー。

## 作品リスト
- 『今日のユイコさん』講談社〈アフタヌーンKC〉全5巻（『月刊アフタヌーン』2011年 - 2015年）
- 『阿修羅ちゃんと修羅場った』講談社〈マガジンエッジKC〉全2巻（『少年マガジンエッジ』2017年 - 2018年）